# Жан-П'єр Дюмон
Жан-П'єр Дюмон (фр. Jean-Pierre Dumont, нар. 1 квітня 1978, Монреаль) — колишній канадський хокеїст, що грав на позиції крайнього нападника. Грав за збірну команду Канади.
Провів понад 800 матчів у Національній хокейній лізі. 

## Ігрова кар'єра
Хокейну кар'єру розпочав 1994 року в ГЮХЛК.
1996 року був обраний на драфті НХЛ під 3-м загальним номером командою «Нью-Йорк Айлендерс». 
Протягом професійної клубної ігрової кар'єри, що тривала 16 років, захищав кольори команд «Чикаго Блекгокс», «Баффало Сейбрс», «Берн» та «Нашвілл Предаторс».
Загалом провів 873 матчі в НХЛ, включаючи 51 гру плей-оф Кубка Стенлі.
Був гравцем молодіжної збірної Канади, у складі якої брав участь у 7 іграх. Виступав за національну збірну Канади, провів 9 ігор в її складі.

## Нагороди та досягнення
- Чемпіон світу 2004.

## Статистика

### Клубні виступи
| Сезон          | Клуб                | Ліга           | Регулярний сезон | Регулярний сезон | Регулярний сезон | Регулярний сезон | Регулярний сезон | Плей-оф | Плей-оф | Плей-оф | Плей-оф | Плей-оф |
| Сезон          | Клуб                | Ліга           | І                | Г                | П                | О                | ШХ               | І       | Г       | П       | О       | ШХ      |
| -------------- | ------------------- | -------------- | ---------------- | ---------------- | ---------------- | ---------------- | ---------------- | ------- | ------- | ------- | ------- | ------- |
| 1994–95        | «Валь-д'Ор Форерс»  | ГЮХЛК          | 48               | 5                | 14               | 19               | 24               | —       | —       | —       | —       | —       |
| 1995–96        | «Валь-д'Ор Форерс»  | ГЮХЛК          | 66               | 48               | 57               | 105              | 109              | 13      | 12      | 8       | 20      | 22      |
| 1996–97        | «Валь-д'Ор Форерс»  | ГЮХЛК          | 62               | 44               | 64               | 108              | 88               | 13      | 9       | 7       | 16      | 12      |
| 1997–98        | «Валь-д'Ор Форерс»  | ГЮХЛК          | 55               | 57               | 42               | 99               | 63               | 19      | 31      | 15      | 46      | 18      |
| 1998–99        | «Чикаго Блекгокс»   | НХЛ            | 25               | 9                | 6                | 15               | 10               | —       | —       | —       | —       | —       |
| 1999–00        | «Чикаго Блекгокс»   | НХЛ            | 47               | 10               | 8                | 18               | 18               | —       | —       | —       | —       | —       |
| 2000–01        | «Баффало Сейбрс»    | НХЛ            | 79               | 23               | 28               | 51               | 54               | 13      | 4       | 3       | 7       | 8       |
| 2001–02        | «Баффало Сейбрс»    | НХЛ            | 76               | 23               | 21               | 44               | 42               | —       | —       | —       | —       | —       |
| 2002–03        | «Баффало Сейбрс»    | НХЛ            | 76               | 14               | 21               | 35               | 44               | —       | —       | —       | —       | —       |
| 2003–04        | «Баффало Сейбрс»    | НХЛ            | 77               | 22               | 31               | 53               | 40               | —       | —       | —       | —       | —       |
| 2004–05        | «Берн»              | НЛА            | 3                | 2                | 2                | 4                | 6                | —       | —       | —       | —       | —       |
| 2005–06        | «Баффало Сейбрс»    | НХЛ            | 54               | 20               | 20               | 40               | 38               | 18      | 7       | 7       | 14      | 14      |
| 2006–07        | «Нашвілл Предаторс» | НХЛ            | 82               | 21               | 45               | 66               | 28               | 5       | 4       | 2       | 6       | 0       |
| 2007–08        | «Нашвілл Предаторс» | НХЛ            | 80               | 29               | 43               | 72               | 34               | 6       | 0       | 2       | 2       | 4       |
| 2008–09        | «Нашвілл Предаторс» | НХЛ            | 82               | 16               | 49               | 65               | 20               | —       | —       | —       | —       | —       |
| 2009–10        | «Нашвілл Предаторс» | НХЛ            | 74               | 17               | 28               | 45               | 20               | 6       | 2       | 2       | 4       | 0       |
| 2010–11        | «Нашвілл Предаторс» | НХЛ            | 70               | 10               | 9                | 19               | 16               | 3       | 0       | 1       | 1       | 2       |
| 2011–12        | «Берн»              | НЛА            | 31               | 8                | 23               | 31               | 26               | 14      | 6       | 8       | 14      | 4       |
| Усього в ГЮХЛК | Усього в ГЮХЛК      | Усього в ГЮХЛК | 231              | 154              | 177              | 331              | 284              | 45      | 52      | 30      | 82      | 52      |
| Усього в НХЛ   | Усього в НХЛ        | Усього в НХЛ   | 822              | 214              | 309              | 523              | 364              | 51      | 17      | 17      | 34      | 28      |

### Збірна
| Рік                | Команда            | Турнір             | І | Г | П | О | ШХ |
| ------------------ | ------------------ | ------------------ | - | - | - | - | -- |
| 1998               | Канада             | МЧС                | 7 | 0 | 0 | 0 | 0  |
| 2004               | Канада             | ЧС                 | 9 | 0 | 1 | 1 | 0  |
| Молодіжна збірна   | Молодіжна збірна   | Молодіжна збірна   | 7 | 0 | 0 | 0 | 0  |
| Національна збірна | Національна збірна | Національна збірна | 9 | 0 | 1 | 1 | 0  |